# Élections générales irlandaises de 1938
L’élection générale irlandaise de 1938 s'est tenue le 17 juin 1938. 137 des 138 députés sont élus et siègent au Dáil Éireann.

## Mode de scrutin
Les élections générales irlandaises se tiennent suivant un scrutin proportionnel plurinominal avec scrutin à vote unique transférable. En effet, le Ceann Comhairle, qui préside le Dáil Éireann, est automatiquement réélu, conformément à l'article 16, alinéa 6, de la Constitution.

## Résultats

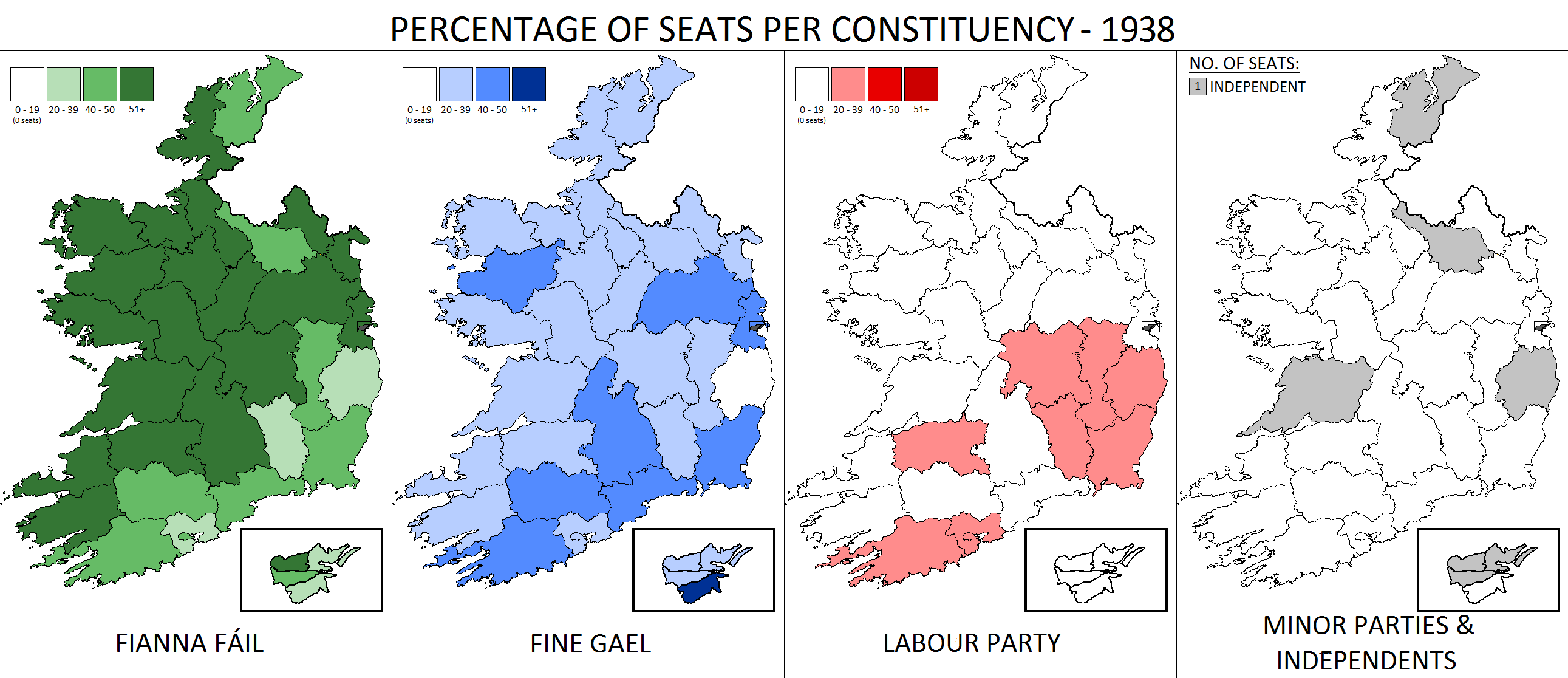
Résultats par circonscription

| Parti                                              | Parti                | Leader               | Voix      | %      | +/- | Sièges | +/-        | % du Dáil |
| -------------------------------------------------- | -------------------- | -------------------- | --------- | ------ | --- | ------ | ---------- | --------- |
|                                                    | Fianna Fáil          | Éamon de Valera      | 667 996   | 51,9 % | 6,7 | 77     | 8          | 55,8      |
|                                                    | Fine Gael            | William T. Cosgrave  | 428 633   | 33,3 % | 1,5 | 45     | 3          | 32,6      |
|                                                    | Parti travailliste   | William Norton       | 128 945   | 10,0 % | 0,3 | 9      | 4          | 6,5       |
|                                                    | Indépendants         | Indépendants         | 60 685    | 4,7 %  | 5,0 | 7      | 1          | 5,1       |
| Votes blancs et nuls                               | Votes blancs et nuls | Votes blancs et nuls | 15 811    |        |     |        |            |           |
| Total                                              | Total                | Total                | 1 302 070 | 100 %  |     | 138    | stagnation | 100       |
| Participation                                      | Participation        | Participation        | 1 770 422 | 76,7 % |     |        |            |           |
| Un gouvernement Fianna Fáil majoritaire est formé. |                      |                      |           |        |     |        |            |           |